# إدوارد ستيفنز (مجدف)
إدوارد ستيفنز (بالإنجليزية: Edward Stevens)‏ هو مجدف أمريكي، ولد في 15 سبتمبر 1932 في سانت لويس في الولايات المتحدة، وتوفي في 9 يونيو 2013 في توسان في الولايات المتحدة.

## وصلات خارجية
- إدوارد ستيفنز على موقع الاتحاد الدولي للتجديف (الإنجليزية)
- إدوارد ستيفنز على موقع اللجنة الأولمبية الدولية (الإنجليزية)
- إدوارد ستيفنز على موقع أوليمبيديا (الإنجليزية)